# 日本演劇協会
公益社団法人日本演劇協会（にほんえんげききょうかい、Japan Theatre Arts Association）は、日本国内の演劇に関する統括団体。1951年創立。略称＝「JTAA」。会長・植田紳爾、名誉会長・河竹登志夫。事務局は、東京都渋谷区千駄ヶ谷にある国立能楽堂内。

## 概要
久保田万太郎と高田保の提案による同名の団体（1943年1月18日発会、1946年解散）が存在したが、別の組織。
現在の協会は、劇作家組合をベースに改組して発足したもので、劇作家の脚本料をはじめ、演出料、装置料、照明料、音響効果料など演劇スタッフの著作権使用料、隣接権使用料の適正な設定などに取り組んできている。

## 沿革
1951年4月18日創立。
1953年12月25日、文部省から社団法人認可。
1966年、『演劇年鑑』の刊行。
1988年10月、「劇作塾」開講。

## 歴代会長
- 久保田万太郎（1951年-1963年）
- 北条秀司（1964年-1993年）
- 河竹登志夫（1993年-2007年）
- 植田紳爾(2007年-)

## 主な事業
- 演劇塾
1988年10月に「劇作塾」として開講したものを演出家や制作者、各種スタッフに必要な知識や技術にもふれることができるように、内容と名称を変更して開講されている。講義だけでなく舞台の現場も体験できるようになっている[4]。
- 「演劇年鑑」発行
年間の国内演劇公演の概要掲載。1996年から、文化庁の委嘱事業となっている[3]。
- 社団法人日本演劇協会賞
1966年から1970年まで選考が行われ、その後中断。1996年復活[5]。